# ناو کلاس ایمپریوس
کروزر کلاس ایمپریوس (به انگلیسی: Imperieuse-class cruiser) یک کلاس از کشتی است که طول آن ۳۱۵ فوت (۹۶ متر) می‌باشد.